# Червоношкірі
Червоношкірі (англ. Redskin) — слово, яким європейці називали індіанців, особливо в США. Воно з'явилося серед британських колоністів, які оселилися в Новій Англії.
Цей термін не має нічого спільного з природним кольором шкіри індіанців (від білої до смаглявої). Існує версія, що він походить від звичаю беотуків — племені острова Ньюфаундленд, які одними з перших вступив у контакт з європейцями, розфарбовувати охрою як себе, так і одяг. Вперше він зафіксований в джерелі 1699 р
У 1992 році група індіанців США звернулися до Управління по патентах і торгових марках США, вимагаючи заборонити використовувати слово «індіанець» в назвах фірм, спортивних команд, торгових знаках, оскільки виключним правом використання даного терміна повинні володіти самі індіанці. Але це звернення було відхилено через те, що термін «індіанець» не може бути юридично сформульовано.